# Хабихт, Христиан
Христиан Хабихт (нем. Christian Herbert Habicht; 23 февраля 1926, Дортмунд — 6 августа 2018, Принстон) — немецко-американский историк-антиковед и эпиграфист, специалист по эллинизму. Доктор философии (1952), эмерит-профессор Института перспективных исследований в Принстоне (профессор в 1973-1998), почетный профессор Гейдельбергского университета, член Американского философского общества (1983) и Афинской академии, член-корреспондент Британской академии.

## Биография
Получил академическое образование в области древней истории, греческой, латинской и классической археологии в Гамбурге, Гейдельберге и Геттингене.
В 1952 году получил докторскую степень по истории античности в Гамбургском университете, и с того же года до 1957 года работал там же ассистент-профессором, в 1957—1961 годах — приват-доцентом. В 1961 году назначен ординарным профессором Марбургского университета, в 1965—1973 годах профессор Гейдельбергского университета, в 1966-1967 годах декан факультета философии. В 1972 годах стал сотрудником Института перспективных исследований в Принстоне, в 1973—1998 годах профессор в этом институте. Оставался почетным профессором Гейдельберга. До 1983 года также преподавал в качестве приглашенного профессора в Принстонском университете. В 1998 году вышел в отставку в ранге эмерит-профессора. С 1973 года также был почетным профессором Гейдельбергского университета.
Первые публикации были посвящены эллинистической эпиграфике и истории эллинизма, в том числе вопросам хронологии. В дальнейшем Хабихтом были написаны двенадцать книг и более 130 статей по истории эллинистической и римской эпох. В 1956 году вышла монография «Богочеловечество и греческие города», открывшая новые аспекты обожествления правителей в греческих полисах. В 1976 году было опубликовано исследование Второй Маккавейской книги и её связей с эллинизмом, а в 1985 году исследование о Павсании. Работа о политической деятельности Цицерона была издана в 1989 и 1990 годах в США и ФРГ. Также Хабихт занимался историей Вифинии, был автором статей по этой теме в энциклопедии Паули-Виссовы и обобщающей главы «Селевкиды и их соперники» во втором издании Кембриджской древней истории.
В 1962—1996 годах соредактор журнала Hypomnemata, в 1976—2000 годах — American Journal of Ancient History.
В последний период научной деятельности занимался историей эллинистических Афин, опубликовав книги «Исследования по политической истории Афин в III веке до нашей эры» (1979) и «Исследования по истории Афин в период эллинизма» (1983), где были тщательно проанализированы все имеющиеся источники, в том числе новые надписи, а затем обобщающее исследование «Афины. История города в эллинистическую эпоху» (1995), переведенное на несколько языков, в том числе французский и русский.
Эта монография стала первой сводной работой по данной теме со времени издания классического труда Вильяма Фергюсона «Эллинистические Афины» (1911). Автор возражает против традиционного представления о снижении политической активности афинян после поражения при Херонее и установления власти Александра и показывает последовательную борьбу горожан за демократию и освобождение от македонского господства.

## Почетные звания и награды
- член Гейдельбергской академии наук (1970)[5]
- почетный советник Афинского археологического общества
- член Германского археологического института[5]
- член Австрийского археологического института
- Сазеровский профессор Калифорнийского университета в Беркли (1982)
- премия Рейхлина (1991)
- премия Мо Американского философского общества (1996)
- премия Критикос Лондонского эллинистического общества (1997)[4]

## Публикации
- Gottmenschentum und griechische Städte. — München: Beck, 1956; 2. Auflage 1970
- Altertümer von Pergamon Bd. 8, 3. Die Inschriften des Asklepieions. — Berlin: de Gruyter, 1969
- 2. Makkabäerbuch. — Mohn: Gütersloch, 1976
- Untersuchungen zur politischen Geschichte Athens im 3. Jahrhundert v. Chr. — München: Beck, 1979. — ISBN 3-406-04800-5
- Studien zur Geschichte Athens in hellenistischer Zeit. — Göttingen: Vandenhoeck und Ruprecht,  1983. — ISBN 3-525-25171-8
- Pausanias und seine „Beschreibung Griechenlands“. — München: Beck, 1985. — ISBN 3-406-30829-5
- Cicero the Politician. — Baltimore: Johns Hopkins University Press, 1989. — ISBN 978-0801838729
- Cicero der Politiker. — München: Beck, 1990. — ISBN 3-406-34355-4
- Athen in hellenistischer Zeit. Gesammelte Aufsätze. — München: Beck, 1994. — ISBN 3-406-38164-2
- Athen. Die Geschichte der Stadt in hellenistischer Zeit. — München: Beck, 1995. — ISBN 3-406-39758-1
- Афины. История города в эллинистическую эпоху. — М.: Ладомир, 1999. — ISBN 5-86218-339-6
- Athènes hellénistique. Histoire de la cité d'Alexandre le Grand à Marc Antoine. — P.: Les Belles Lettres, 2000. — ISBN 978-2251380773
- The Hellenistic Monarchies: Selected Papers. — University of Michigan Press, 2006. — ISBN 978-0-472-11109-1